# Иллифо
Иллифо́ (фр. Illifaut, брет. Ilifav, галло Ilifaut) — коммуна во Франции, находится в регионе Бретань. Департамент — Кот-д’Армор. Входит в состав кантона Брон. Округ коммуны — Сен-Бриё.
Код INSEE коммуны — 22083.

## География
Коммуна расположена приблизительно в 360 км к западу от Парижа, в 50 км западнее Ренна, в 55 км к юго-востоку от Сен-Бриё.

## Население
Население коммуны на 2016 год составляло 700 человек.
| 1962 | 1968 | 1975 | 1982 | 1990 | 1999 | 2008 | 2016 |
| ---- | ---- | ---- | ---- | ---- | ---- | ---- | ---- |
| 1048 | 960  | 844  | 812  | 757  | 632  | 687  | 700  |

## Экономика
В 2007 году среди 420 человек в трудоспособном возрасте (15—64 лет) 305 были экономически активными, 115 — неактивными (показатель активности — 72,6 %, в 1999 году было 72,1 %). Из 305 активных работали 284 человека (162 мужчины и 122 женщины), безработных было 21 (8 мужчин и 13 женщин). Среди 115 неактивных 32 человека были учениками или студентами, 57 — пенсионерами, 26 были неактивными по другим причинам.